# ردستون (کلرادو)
ردستون (به انگلیسی: Redstone) یک منطقهٔ مسکونی در ایالات متحده آمریکا است که در کلرادو واقع شده‌است. ردستون ۱۳۰ نفر جمعیت دارد و ۲٬۱۹۴٫۵۹ متر بالاتر از سطح دریا واقع شده‌است.